# Janji Mauli I Mt
Janji Mauli I Mt is een bestuurslaag in het regentschap Tapanuli Selatan van de provincie Noord-Sumatra, Indonesië. Janji Mauli I Mt telt 560 inwoners (volkstelling 2010).